# Apona yunnanensis
Apona yunnanensis är en fjärilsart som beskrevs av Clayton Dissinger Mell 1929. Apona yunnanensis ingår i släktet Apona och familjen Eupterotidae. Inga underarter finns listade i Catalogue of Life.